# Bulbophyllum manipurense
Bulbophyllum manipurense är en orkidéart som beskrevs av Sath.Kumar och P.C.S.Kumar. Bulbophyllum manipurense ingår i släktet Bulbophyllum och familjen orkidéer. Inga underarter finns listade i Catalogue of Life.